# DR 21
DR 21是一個大分子雲。它是唐斯（英語：Downes）和萊因哈特（英語：Rinehart）於1966年在星座天鵝座發現的連續電波源。DR 21距地球大約6,000光年（1,800秒差距），延伸約80光年（25秒差距）。這個區域有著高速率的恆星形成，並與天鵝座X恆星形成區結合。估計它的質量約為1,000,000 M☉。
通過無線電發射在該區域檢測到許多不同的分子，包括甲醛、氨、水 和一氧化碳。
在這個地區，已經觀測到銀河系中一些質量最大的恆星。DR 21包含複雜的塵埃和氣體結構，由於存在被稱為多環芳香烴的有機化合物，它們在 紅外線中發光。DR 21是與星際風、輻射壓力、磁場和 引力相互作用的結果。
估計在這個分子雲中已經有2,900顆恆星形成，它們分佈在與雲團相關的群體中，類似於獵戶座星雲星團的種群。來自大質量恆星的反饋最終可能會破壞星雲，但由於該地區極端年輕，這還沒有發生。史匹哲太空望遠鏡對這些恆星的研究顯示出仍有原行星盤的跡象。

## 外部連結
维基共享资源上的相關多媒體資源：DR 21
- DR 21 at SIMBAD
- "Invisible Giants Exposed in New Spitzer Image" by NASA/Jet Propulsion Laboratory
- "Star Formation in the DR21 Region (B)" by NASA/Jet Propulsion Laboratory
- NASA Astronomy Picture of the Day: Massive Star Forming Region DR21 in Infrared (14 April 2004)